# 부산전파관리소
부산전파관리소(釜山電波管理所)는 부산광역시, 경상남도의 무선국의 감시 및 혼신조사 등에 관한 사무를 분장하는 중앙전파관리소의 소속기관이다. 1949년 11월 22일 발족하였으며, 부산광역시 강서구 체육공원로6번길 67-17에 위치하고 있다. 소장은 서기관 또는 기술서기관으로 보한다.

## 연혁
- 1949년 11월 22일: 체신부 소속으로 부산전파감시국 설치.[3]
- 1976년 2월 5일: 전파관리국 소속으로 변경.[4]
- 1980년 8월 26일: 부산전파감리국으로 개편.[5]
- 1982년 1월 1일: 체신부 소속으로 변경.[6]
- 1983년 1월 1일: 부산지방체신청 소속으로 변경.[7]
- 1983년 12월 30일: 중앙전파감시소 소속 부산분소로 개편.[8]
- 1987년 12월 15일: 중앙전파관리소 소속으로 변경.[9]
- 2006년 12월 29일: 부산전파관리소로 개편.[10]

## 조직

### 소장
- 운영지원과[11]
- 방송통신서비스과[11]
- 전파이용안전과[11]
- 무선국업무과[11]
- 이용자보호과[11]